# Кедровая (река, впадает в Японское море)
Кедро́вая — река в Хасанском районе Приморского края России. Длина — 18 км.
Протекает по территории заповедника Кедровая Падь в долине между Сухореченским и Гаккелевским хребтами. В верховьях сохранились коренные чернопихтарники из пихты цельнолистной.
Впадает в Амурский залив Японского моря. На левом берегу примерно в 2 км от устья находится пос. Приморский и станция Приморская Дальневосточной железной дороги.
Место нереста лососёвых рыб.